# Ronde van Frankrijk 2014/Negende etappe
De negende etappe van de Ronde van Frankrijk 2014 werd verreden op zondag 13 juli 2014 en ging van Gérardmer naar Mulhouse over een afstand van 170 km.

## Parcours
Het was een heuvelrit met drie beklimmingen van de derde, twee van de tweede en een van de eerste categorie. De etappe had een tussensprint op 105 km bij Linthal.

## Verloop
Vanuit de start werd er gedemarreerd door een groep van 17 met onder anderen Laurens ten Dam en Tom Dumoulin. Zij werden op de eerste klim terug gepakt. Tony Martin en Alessandro De Marchi wisten wel een gat te slaan. Een groep van 28 renners, waaronder Pierre Rolland en Tony Gallopin, ging in de achtervolging. In de afdaling van de tweede klim ging Lars Boom vanuit deze groep proberen het gat met de koplopers te overbruggen, maar hij werd weer ingerekend door de groep. Bij de top van de Côte des Cinq Châteaux was de voorsprong van Martin en De Marchi, die tot 30 seconden was geslonken, teruggegroeid naar bijna 1 minuut. De voorsprong op het peloton bedroeg 3.48. In de beklimming van de Côte de Gueberschwihr moest een aantal renners uit de achtervolgende groep lossen, waaronder Lars Boom en Sylvain Chavanel.
In het eerste deel van de beklimming van Le Markstein-Grand Ballon kwam de achtervolgende groep, die voorheen tijd had verloren, terug richting Martin en De Marchi. Martin sprong weg van De Marchi, en kreeg daarna weer meer voorsprong op de achtervolgers, waarvan Gallopin virtueel in het geel reed. Hoewel het nog niet tot een felle achtervolging kwam, werd de groep wel kleiner. Bij de streep op de Markstein had De Marchi ruim 2 minuten achterstand, de groep ruim 3 minuten en het peloton 8 1/2 minuut. Joaquim Rodríguez reed weg uit de achtervolgingsgroep om het puntje voor het bergklassement te pakken. Thibaut Pinot ontsnapte nog uit het peloton, maar wist niet weg te blijven.
In de afdaling reed Gallopin weg van de achtervolgende groep. Mikaël Cherel wist zich nog bij hem te voegen. 10 kilometer voor de finish werden ze weer bijgehaald. De verschillen bleven ongeveer gelijk - de groep op 3 minuten, het peloton op 8 minuten. In de kopgroep ging Greg Van Avermaet de sprint aan, maar werd op de streep ingehaald door Fabian Cancellara. Tony Gallopin nam de gele trui over van Vincenzo Nibali en Tiago Machado steeg naar de derde plaats in het algemeen klassement.
Egoitz García stapte in deze etappe af.

### Tussensprint
| Tussensprint Linthal na 105 km |                      |        |
| Plaats                         | Naam                 | Punten |
| Winnaar                        | Tony Martin          | 20     |
| 2                              | Alessandro de Marchi | 17     |
| 3                              | Alexandre Pichot     | 15     |
| 4                              | Perrig Quéméneur     | 13     |
| 5                              | Matteo Montaguti     | 11     |
| 6                              | Mikaël Cherel        | 10     |
| 7                              | Pierre Rolland       | 9      |
| 8                              | Cyril Gautier        | 8      |
| 9                              | Nicolas Edet         | 7      |
| 10                             | Tom Dumoulin         | 6      |
| 11                             | Greg Van Avermaet    | 5      |
| 12                             | Christian Meier      | 4      |
| 13                             | Daniel Navarro       | 3      |
| 14                             | Kristjan Koren       | 2      |
| 15                             | Tony Gallopin        | 1      |

### Bergsprint
| Beklimming Col de la Schlucht (1140 m) na 11,5 km | Beklimming Col de la Schlucht (1140 m) na 11,5 km | Beklimming Col de la Schlucht (1140 m) na 11,5 km | 2e cat. 8,6 km à 4,5 % | 2e cat. 8,6 km à 4,5 % |
| Plaats                                            | Naam                                              | Naam                                              | Punten                 |                        |
| Winnaar                                           | Thomas Voeckler                                   | Thomas Voeckler                                   | 5                      |                        |
| 2                                                 | Nicolas Edet                                      | Nicolas Edet                                      | 3                      |                        |
| 3                                                 | Joaquim Rodríguez                                 | Joaquim Rodríguez                                 | 2                      |                        |
| 4                                                 | Tom Dumoulin                                      | Tom Dumoulin                                      | 1                      |                        |

| Beklimming Col du Wettstein na 41 km | Beklimming Col du Wettstein na 41 km | Beklimming Col du Wettstein na 41 km | 3e cat. 7,7 km à 4,1 % | 3e cat. 7,7 km à 4,1 % |
| Plaats                               | Naam                                 | Naam                                 | Punten                 |                        |
| Winnaar                              | Alessandro de Marchi                 | Alessandro de Marchi                 | 2                      |                        |
| 2                                    | Tony Martin                          | Tony Martin                          | 1                      |                        |

| Beklimming Côte des Cinq Châteaux na 70 km | Beklimming Côte des Cinq Châteaux na 70 km | Beklimming Côte des Cinq Châteaux na 70 km | 3e cat. 4,5 km à 6,1 % | 3e cat. 4,5 km à 6,1 % |
| Plaats                                     | Naam                                       | Naam                                       | Punten                 |                        |
| Winnaar                                    | Alessandro de Marchi                       | Alessandro de Marchi                       | 2                      |                        |
| 2                                          | Tony Martin                                | Tony Martin                                | 1                      |                        |

| Beklimming Côte de Gueberschwihr (559 m) na 86 km | Beklimming Côte de Gueberschwihr (559 m) na 86 km | Beklimming Côte de Gueberschwihr (559 m) na 86 km | 2e cat. 4,1 km à 7,9 % | 2e cat. 4,1 km à 7,9 % |
| Plaats                                            | Naam                                              | Naam                                              | Punten                 |                        |
| Winnaar                                           | Alessandro de Marchi                              | Alessandro de Marchi                              | 5                      |                        |
| 2                                                 | Tony Martin                                       | Tony Martin                                       | 3                      |                        |
| 3                                                 | Joaquim Rodríguez                                 | Joaquim Rodríguez                                 | 2                      |                        |
| 4                                                 | Nicolas Edet                                      | Nicolas Edet                                      | 1                      |                        |

| Beklimming Le Markstein (1183 m) na 120 km | Beklimming Le Markstein (1183 m) na 120 km | Beklimming Le Markstein (1183 m) na 120 km | 1e cat. 10,8 km à 5,4 % | 1e cat. 10,8 km à 5,4 % |
| Plaats                                     | Naam                                       | Naam                                       | Punten                  |                         |
| Winnaar                                    | Tony Martin                                | Tony Martin                                | 10                      |                         |
| 2                                          | Alessandro de Marchi                       | Alessandro de Marchi                       | 8                       |                         |
| 3                                          | Joaquim Rodríguez                          | Joaquim Rodríguez                          | 6                       |                         |
| 4                                          | Nicolas Edet                               | Nicolas Edet                               | 4                       |                         |
| 5                                          | Romain Feillu                              | Romain Feillu                              | 2                       |                         |
| 6                                          | Tiago Machado                              | Tiago Machado                              | 1                       |                         |

| Beklimming Grand Ballon na 127 km | Beklimming Grand Ballon na 127 km | Beklimming Grand Ballon na 127 km | 3e cat. 1,4 km à 8,6 % | 3e cat. 1,4 km à 8,6 % |
| Plaats                            | Naam                              | Naam                              | Punten                 |                        |
| Winnaar                           | Tony Martin                       | Tony Martin                       | 2                      |                        |
| 2                                 | Joaquim Rodríguez                 | Joaquim Rodríguez                 | 1                      |                        |

## Uitslagen
| Rituitslag Gérardmer - Mulhouse (170 km) |                    |                              |          |
| Plaats                                   | Naam               | Ploeg                        | Tijd     |
| Winnaar                                  | Tony Martin        | Omega Pharma-Quick-Step      | 4u09'34" |
| 2                                        | Fabian Cancellara  | Trek Factory Racing          | + 2'45"  |
| 3                                        | Greg Van Avermaet  | BMC Racing Team              | z.t.     |
| 4                                        | Tom Dumoulin       | Giant-Shimano                | z.t.     |
| 5                                        | Matteo Montaguti   | AG2R La Mondiale             | z.t.     |
| 6                                        | José Joaquín Rojas | Movistar Team                | z.t.     |
| 7                                        | Steven Kruijswijk  | Belkin Pro Cycling           | z.t.     |
| 8                                        | Mikaël Cherel      | AG2R La Mondiale             | z.t.     |
| 9                                        | Brice Feillu       | Bretagne-Séché Environnement | z.t.     |
| 10                                       | Tiago Machado      | NetApp-Endura                | z.t.     |

| Strijdlustigste renner |             |                         |
|                        | Naam        | Ploeg                   |
|                        | Tony Martin | Omega Pharma-Quick-Step |

## Klassementen
| Algemeen Klassement |                       |                         |           |
| Plaats              | Naam                  | Ploeg                   | Tijd      |
| Gele trui           | Tony Gallopin         | Lotto-Belisol           | 38u04'38" |
| 2                   | Vincenzo Nibali       | Astana                  | + 1'34"   |
| 3                   | Tiago Machado         | Team NetApp-Endura      | + 2'40"   |
| 4                   | Jakob Fuglsang        | Astana                  | + 3'18"   |
| 5                   | Richie Porte          | Sky ProCycling          | + 3'32"   |
| 6                   | Michał Kwiatkowski    | Omega Pharma-Quick-Step | + 4'00"   |
| 7                   | Alejandro Valverde    | Team Movistar           | + 4'01"   |
| 8                   | Pierre Rolland        | Team Europcar           | + 4'07"   |
| 9                   | Alberto Contador      | Tinkoff-Saxo            | + 4'08"   |
| 10                  | Romain Bardet         | AG2R La Mondiale        | + 4'13"   |
|                     |                       |                         |           |
| 12                  | Bauke Mollema         | Belkin Pro Cycling      | + 4'36"   |
| 13                  | Jurgen Van den Broeck | Lotto-Belisol           | + 4'36"   |

| Ploegenklassement |                         |            |
| Plaats            | Ploeg                   | Tijd       |
|                   | Astana Pro Team         | 114h22'53" |
| 2                 | Belkin Pro Cycling Team | 0'22"      |
| 3                 | AG2R La Mondiale        | 0'53"      |
| 4                 | Sky ProCycling          | 5'31"      |
| 5                 | Omega Pharma-Quick-Step | 9'31"      |
| 6                 | BMC Racing Team         | 10'45"     |
| 7                 | Tinkoff-Saxo            | 15'03"     |
| 8                 | Team Europcar           | 15'20"     |
| 9                 | Movistar Team           | 20'05"     |
| 10                | Lampre-Merida           | 20'08"     |

## Nevenklassementen
| Puntenklassement |                   |                 |        |
| Plaats           | Naam              | Ploeg           | Punten |
| Groene trui      | Peter Sagan       | Cannondale      | 267    |
| 2                | Bryan Coquard     | Team Europcar   | 156    |
| 3                | Marcel Kittel     | Giant-Shimano   | 146    |
|                  |                   |                 |        |
| 7                | Greg Van Avermaet | BMC Racing Team | 87     |
| 16               | Tom Dumoulin      | Giant-Shimano   | 51     |

| Bergklassement |                      |                         |        |
| Plaats         | Naam                 | Ploeg                   | Punten |
| Bolletjestrui  | Tony Martin          | Omega Pharma-Quick-Step | 18     |
| 2              | Blel Kadri           | AG2R La Mondiale        | 17     |
| 3              | Alessandro De Marchi | Cannondale              | 17     |
|                |                      |                         |        |
| 14             | Tom-Jelte Slagter    | Garmin-Sharp            | 2      |
| 19             | Greg Van Avermaet    | BMC Racing Team         | 1      |

| Jongerenklassement |                    |                         |           |
| Plaats             | Naam               | Ploeg                   | Tijd      |
| Witte trui         | Michał Kwiatkowski | Omega Pharma-Quick-Step | 38u08'38" |
| 2                  | Romain Bardet      | AG2R La Mondiale        | + 13"     |
| 3                  | Thibaut Pinot      | FDJ.fr                  | + 1'06"   |
|                    |                    |                         |           |
| 4                  | Tom Dumoulin       | Giant-Shimano           | + 4'08"   |